# Сенино (Никольский район)
Сенино — деревня в Никольском районе Вологодской области.
Входит в состав Зеленцовского сельского поселения (с 1 января 2006 года по 1 апреля 2013 года входила в Милофановское сельское поселение), с точки зрения административно-территориального деления — в Милофановский сельсовет.
Расстояние до районного центра Никольска по автодороге — 67 км, до центра муниципального образования Зеленцово по прямой — 5 км. Ближайшие населённые пункты — Каменка, Милофаново, Перебор.
По переписи 2002 года население — 52 человека (27 мужчин, 25 женщин). Преобладающая национальность — русские (98 %).